# Marià Pere i Lizàndara
Marià Pere i Lizàndara (geb. am 2. November 1945 in Barcelona) ist ein katalanischer Politiker und Architekt.
Marià Pere studierte Architektur an der Polytechnischen Universität von Katalonien und kombinierte seine Studien im Architektur- und Städtebau-Workshop (TAU). 1966 trat er dem PSUC bei, von wo aus er aktiv am anti-französischen und demokratischen Kampf teilnahm.
Seine Teilnahme an der Caputxinada sowie an der Gründung der ersten demokratischen Union der katalanischen Universitäten, der SDEUB (Student Union der Universität von Barcelona). Im Laufe der Jahre hatte er verantwortliche Positionen im PSUC von Lleida und Barcelona inne. Ende der 1970er Jahre wurde er zum Mitglied des PSUC-Zentralkomitees ernannt. In der Krise, die die Partei nach dem V. Kongress erschütterte, wurde Mariano Pedro 1981 mit Pere Ardiaca und Juan Ramos Camarero aus der PSUC ausgeschlossen. Mit ihnen gründete er 1982 die Partei der Kommunisten Kataloniens (PCC), die die Verantwortung für die Kommission der Institutionen übernahm und sowohl dem Exekutivkomitee als auch dem Zentralkomitee der PCC angehörte. Er war Teil der umfangreichen Delegation der PCC, die an der Gründung der Kommunistischen Partei der Völker Spaniens (in der er jahrelang Mitglied der Führung sein würde) auf dem Kongress der Kommunistischen Einheit in Madrid beteiligt war. 1987 wurde er auf dem VIII. Kommunistischen Kongress zum Generalsekretär der PCC ernannt, nachdem Juan Ramos Camarero sein Amt angetreten hatte. Er war Teil der Initiative für die katalanische Koalition, mit der er 1988 zusammen mit Celestino Andrés Sánchez Ramos zum Abgeordneten bei den Wahlen zum katalanischen Parlament gewählt wurde. Beide gingen am 18. April 1989 in die gemischte Gruppe. Als Ramos seine Amtszeit 1992 beendete, entschloss er sich, nicht für Neuwahlen zu kandidieren und kombinierte seine Arbeit als Architekt mit der Arbeit des Generalsekretär der PCC und der Militanz in der Vereinigten Linken Alternative.